# Pardies-Piétat
Pardies-Piétat är en kommun i departementet Pyrénées-Atlantiques i regionen Nouvelle-Aquitaine i sydvästra Frankrike. Kommunen ligger i kantonen Nay-Ouest som tillhör arrondissementet Pau. År 2022 hade Pardies-Piétat 447 invånare.

## Befolkningsutveckling
Antalet invånare i kommunen Pardies-Piétat
| Referens: INSEE |